# Cosimapark

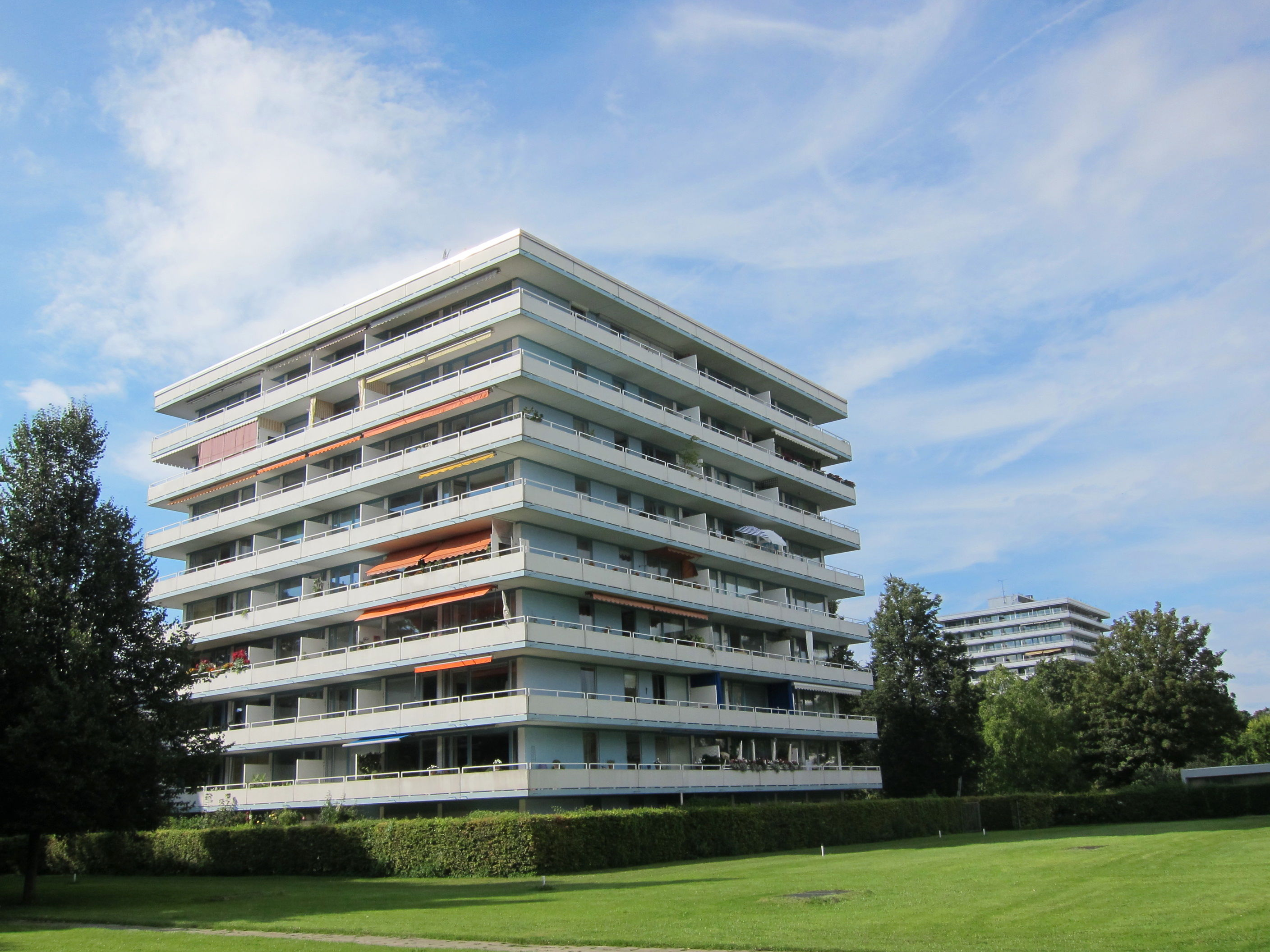
Cosimapark

Der Cosimapark ist eine Siedlung in München und wurde 1969 nach Plänen des Architekten Ernst Barth errichtet.

## Lage
Die Siedlung liegt in dem Stadtteil Englschalking im Stadtbezirk 13 Bogenhausen. Sie erstreckt sich östlich der Cosimastraße, von der sie ihren Namen hat, und reicht von der Englschalkinger Straße im Süden bis zu der Beckmesserstraße im Norden.

## Architektur
Die Siedlung wurde in den Jahren 1963 bis 1969 nach Plänen des Architekturbüro Barth erbaut. Bauherr war die Münchner Grund GmbH & Co KG. Die Siedlung besteht aus Punkthäusern, die großräumige Außenbereiche ermöglicht.

## Beschreibung
Der Cosimapark hat sowohl in Nord-Süd-Richtung als auch in Ost-West-Richtung eine Ausdehnung von etwa 340 m, seine Fläche beträgt ca. 11 ha. Er wird durch zwei Straßen erschlossen.
In einer Grünanlage mit Rasen, Sträuchern und Bäumen sind unregelmäßig verteilt 13 Wohnhäuser angeordnet. Sechs davon sind Punkthochhäuser mit bis zu 18 Stockwerken und umlaufenden Balkonen. Weitere Wohnanlagen mit mindestens 4 Stockwerken sind in der Form von Atriumhäusern gestaltet, d. h. um einen quadratischen Innenhof herum errichtet. Insgesamt gibt es im Cosimapark etwa 1600 Wohneinheiten, teils Miet- und teils Eigentumswohnungen.
In der Grünanlage sind Skulpturen der Bildhauer Alexander Fischer und Heinrich Kirchner verteilt.

## Ehrungen und Preise
- 1968: Ehrenpreis für Wohnungsbau für das Haus Stolzingstraße 21[1]